# Octomeria minor
Octomeria minor é uma pequena espécie de orquídea (Orchidaceae) originária do Suriname e da Guiana.

## Ver também

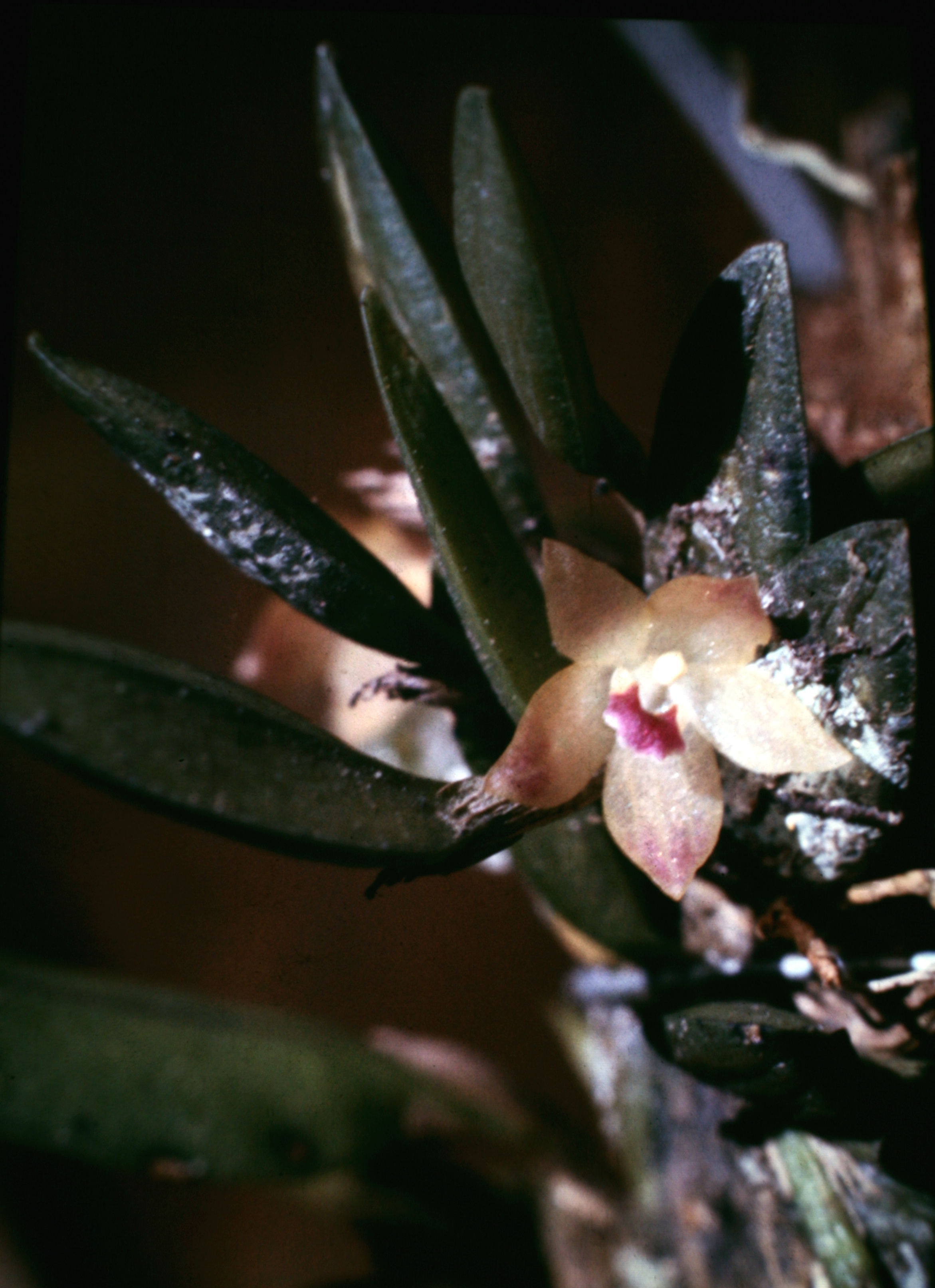
Octomeria minor